# Помазун Сергій Олександрович
Сергій Олександрович Помазун (нар.. 3 червня 1981 року, село Купине, Шебекінський район, Бєлгородська область, Російська РФСР, СРСР) — російський масовий убивця, відомий як «бєлгородський стрілець». 22 квітня 2013 року розстріляв з вогнепальної зброї 6 людей у центрі Бєлгорода, а під час затримання поранив поліцейського.
23 серпня 2013 року Бєлгородський обласний суд засуджений до довічного позбавлення волі. 20 листопада 2013 року Верховний суд Росії затвердив довічний вирок щодо Сергія Помазуна. 28 січня 2014 року він був етапований до колонії «Полярна сова», найпівнічнішої колонії для довічно засуджених у Російській Федерації.

## Біографія

### Ранні роки
Сергій Помазун народився 3 червня 1981 року в селі Купине Бєлгородської області (нині центр Купінського сільського поселення Шебекінського району Бєлгородської області). Його батько Олександр Помазун 22 роки пропрацював на вітамінному заводі, звідки пішов у 1990-ті роки через серйозну затримку зарплати, потім влаштувався єгерем у приватне мисливське господарство в Шебекінському районі. Мати, Людмила Помазун, працювала бухгалтером у міському департаменті освіти.
Закінчив 9 класів білгородської середньої школи № 42. Сергій не відрізнявся гарною успішністю з більшості предметів, отримуючи оцінки «добре» та «відмінно», головним чином, на уроках праці та фізкультури. 1996 року вступив до професійного училища № 33 на спеціальність «автомеханік».
У 1999 році медкомісія визнала Помазуна придатним до служби у Збройних Силах РФ без будь-яких обмежень за категорією «А», він був визначений до штабу окремого батальйону електротехнічних засобів загородження та охорони, на так званий об'єкт «С», розташований у Бєлгородській області, де був призначений на посаду електрика електротехнічних засобів загородження та сигналізації. За словами товаришів по службі Помазуна, під час служби дивацтв у нього ніхто не помічав.

### Перші судимості
У серпні 2002 року Помазун разом із спільником розкрив замок воріт приватного гаража і викрав автомобіль ВАЗ-21074, через кілька місяців викрав такий же автомобіль з автостоянки, що не охороняється. Обидві машини згодом були продані на запчастини. Через деякий час Сергія було затримано, у Свердловському районному суді Бєлгорода його було визнано винним у скоєнні злочину, передбаченого частиною 3 статті 158 Кримінального кодексу Російської Федерації («таємне розкрадання чужого майна, скоєне групою осіб за попередньою змовою») та 20 лютого 2003 засуджений на два роки умовно. Також Помазуна зобов'язали виплатити штраф у розмірі двох тисяч карбованців.
Восени 2003 року Помазун викрав автомобіль ВАЗ-21213 з території Бєлгородської обласної клінічної лікарні, а згодом — ВАЗ-21060 із приватного гаража, підібравши ключі до двох гвинтових замків на воротах. Викрадені автомобілі також було продано на запчастини. При затриманні як підозрюваний ударив співробітника міліції у вухо. У квітні 2005 року новим рішенням суду Помазуна було засуджено до 5 років і 1 місяця колонії-поселення. У будні він жив і працював на поселенні, вихідні дозволялося проводити будинки.
У вересні 2007 року Помазуну відмовили в умовно-достроковому звільненні. У 2008 році на вихідних він викрав автомобілі Mazda6 і ВАЗ-21124, офіційно продовжуючи відбувати покарання, після чого 17 червня 2008 року суд засудив його до 5 років та 4 місяців колонії суворого режиму. 23 липня 2008 року в касаційному порядку термін знизили до 4 років 10 місяців.
Спочатку Помазун утримувався в колонії в межах міста, але пізніше був переведений у виправну колонію № 7 у Валуйках. Перебуваючи там, Помазун неодноразово порушував режим, отримав 29 стягнень. За словами Олександра Помазуна, його син спеціально почав порушувати дисципліну, щоб його помістили до ізолятора, а не до камери з іншими ув'язненими, оскільки він не хотів вести їхній спосіб життя.

### Після виходу з колонії
20 грудня 2012 року Помазун вийшов на волю. Після звільнення з місць позбавлення волі мешкав разом із батьками. Вів замкнутий спосіб життя, не підтримуючи зв'язків із знайомими, грав у комп'ютерні ігри. За порадою батька Сергій вирішив поміняти старі права водія на права нового зразка, пізніше він також вирішив скласти іспит на категорію D і E і влаштуватися водієм маршрутки.
Олександр Помазун розповідав:

Почав помічати, що відповідаючи на білети, він почав заговорюватися. Повторював одне й те саме слово по п'ять-шість разів. Багато разів він читав уголос один і той же білет, а потім психував і лаявся нецензурною лайкою. Вимикач на кухні він вмикав і вимикав близько 40 разів поспіль, розмовляв сам із собою пошепки, став бродити безцільно по кімнаті. Він виніс на вулицю всі наші сімейні фотоальбоми, а також свої армійські світлини та спалив їх. На запитання, навіщо він це зробив, відповів, що вони заважають, вони з минулого життя.

Після двох місяців підготовки з другого разу він склав теорію, але іспит з практики на початку квітня 2013 року провалив. Після невдалої спроби одержати права Сергій почав поводитися агресивно. Повернувшись із іспиту, він із криками про Чечню та ГРУ напав на батька з ножем, який він раніше придбав у наметі поруч із будинком за 200 рублів. За словами Олександра Помазуна, він отримав удар ножем по підборідді і завданий кулаком розсічення в області ока. Наступного дня Олександр Помазун звернувся до 1-го відділу поліції з мікрорайону Південний, де йому порадили вирішити проблему за участю дільничного.
Права на вантажний транспорт Помазун так і не отримав, проваливши іспит з практики вдруге та втретє. Після третього проваленого іспиту Сергій накричав на інспекторів, погрожував їм смертю, пообіцявши виколоти їх дітям очі, а вдома знову погрожував батькам та кричав про Чечню та ГРУ.
Мати Помазуна знову звернулася до поліції, цього разу завітавши до обласного Управління внутрішніх справ, де у неї не прийняли заяви, пославшись на відсутність начальства, також вона зверталася до обласного психоневрологічного диспансеру, але лікарі заявили, що не мають права на примусове лікування пацієнтів (сам Сергій від лікування відмовився навідріз), і порадили звернутися до органів внутрішніх справ. Востаннє обласне УВС Людмила Помазун відвідала 19 квітня, але поліцейські знову не відреагували на слова жінки.

## Вбивства

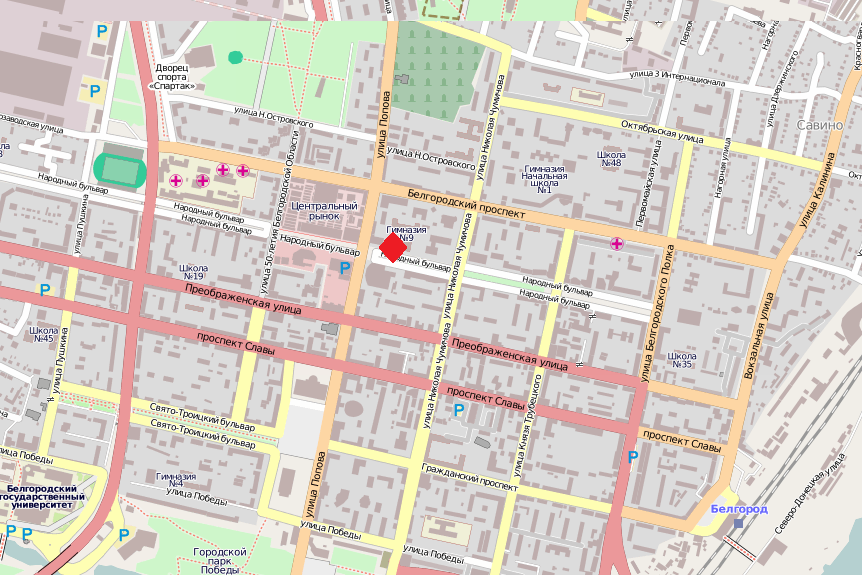
Місце, де сталося вбивство, центр Бєлгорода

За кілька днів до Помазуна стався конфлікт з охоронцем універмагу «Бєлгород», який вивів його на вулицю, при цьому, за словами Помазуна, образив. Помазун вирішив помститися, але для цього йому була потрібна зброя. Він планував убити охоронця і навіть готувався до можливої перестрілки зі співробітниками позавідомчої охорони.
Вранці 22 квітня 2013 року батьки Помазуна пішли на роботу. Після їхнього відходу Сергій Помазун зламав сейф батька, де зберігалися самозарядний карабін «Вепр-308», мисливські рушниці « ІЖ-27Е», «ІЖ-58» та не менше 144 набоїв. Взявши зброю та сумку з одягом, Помазун сів у батьківський автомобіль BMW X5, куплений раніше сім'єю у кредит, і поїхав на Народний бульвар у центрі міста. Машину він припаркував у дворі будинків № 76 та № 78, обернув пакетом карабін «Вепр» і приблизно о 14:16 зайшов до магазину «Полювання». Опинившись усередині, Помазун зажадав продати йому патрони, але, отримавши відмову, відкрив вогонь з «Вепря» по двом продавцям і покупцю, потім розбив вітрину і викрав два карабіни «Тигр», а також понад 250 патронів різного калібру, після чого залишив магазин.
На вулиці Помазун розстріляв двох школярок із сусіднього з магазином ліцею № 9 (14-річна Аліна Чижикова померла на місці, 16-річна Софія Гуцуляк пізніше померла від ран у лікарні ). На суді Помазун заявляв, що «стрілянина почалася не з його ініціативи», відкрити вогонь його спровокувала людина, схожа на поліцейського, а в перехожих вона стріляла, щоб «розчистити дорогу» до універмагу.
Розстрілявши Чижикову та Гуцуляк, Помазун побіг до своєї машини та спробував виїхати з двору, але дорогу йому перегородив інший автомобіль. Протаранивши машину, що загороджує виїзд, Помазун зупинився, потім вийшов і зробив постріл у 48-річного Ігоря Болдирєва, який стояв на алеї недалеко від фонтану. Перед тим, як повернутися в BMW і втекти з місця події, стрілець відкрив вогонь по вікнам універмагу «Бєлгород», як він пізніше пояснив, щоб «остудити запал навколишніх», які, за його словами, могли на нього накинутися.
На великій швидкості Помазун спустився вниз бульваром, проїхавши кілька кілометрів, він звернув на кільці в районі Студентської вулиці, зупинив машину і пішов у ліс. Пройшовши пішки 2,5 кілометра вглиб лісу, він закопав у схованці зброю і переодягся, потім повернувся в машину і доїхав до вулиці Жовтневої, де й кинув автомобіль у дворі одного з будинків .

### Пошуки та затримання
О 14:21 до поліції надійшов сигнал про стрілянину в центрі міста . Незабаром був виявлений кинутий Помазуном автомобіль BMW. Через кілька годин поліцейські затримали Олександра Помазуна, який виявив будинку розкритий сейф.
До затримання підозрюваного було залучено близько 2 тисяч поліцейських: у місто було відряджено зведені загони поліції з Курської та Воронезької областей, бійці московського ОМОН та спецпідрозділи «Зубр» та «Рись» . По всьому місту було поширено орієнтування з фотографією Помазуна. Співробітники правоохоронних органів розпочали ретельне обстеження автотранспорту в Бєлгородській області, були оголошені план «Перехоплення» і план «Вулкан-4». Операцією з упіймання стрільця керував особисто міністр внутрішніх справ РФ Володимир Колокольцев, про її підсумки пізніше він доповів особисто президентові Росії Володимиру Путіну.
Близько 17:00 вечора 22 квітня 2013 року поліцейські блокували покинуту будівлю навпроти авторинку, де, за оперативними даними, міг бути Помазун, але інформація виявилася хибною. Було висловлено припущення, що Помазун вже знаходиться в Україні, на території Харківської області, російські поліцейські звернулися за допомогою до МВС України. За інформацію, яка допоможе зловити злочинця, було оголошено грошову винагороду розміром не менше 3 мільйонів рублів.
Увечері 23 квітня співробітникам курської поліції підполковнику внутрішньої служби Олексію Єдришову, старшому лейтенанту юстиції Дмитру Коновалову, лейтенанту поліції Олександру Самсоненку та майору поліції Юрію Сєдих вдалося затримати Памазуна на території залізничного вокзалу в районі "Зеленої поляни. Стрілок збирався вибратися з міста на вантажному поїзді, до цього він ховався в лісосмузі неподалік залізничних колій, при собі в нього залишився тільки ніж. Майор Сєдих попросив Помазуна пред'явити документи, той спробував піти і кілька разів ударив поліцейського ножем по обличчю, у шию та праве плече . Єдрішов, Коновалов і Самсоненко, що підбігли, знешкодили злочинця.
Через деякий час після завершення операції з упіймання стрільця у ЗМІ з'явилися кадри оперативної зйомки затримання, на яких Помазун говорить поліцейським, що стріляв «не в дітей, а в пекло».

## Розслідування та суд

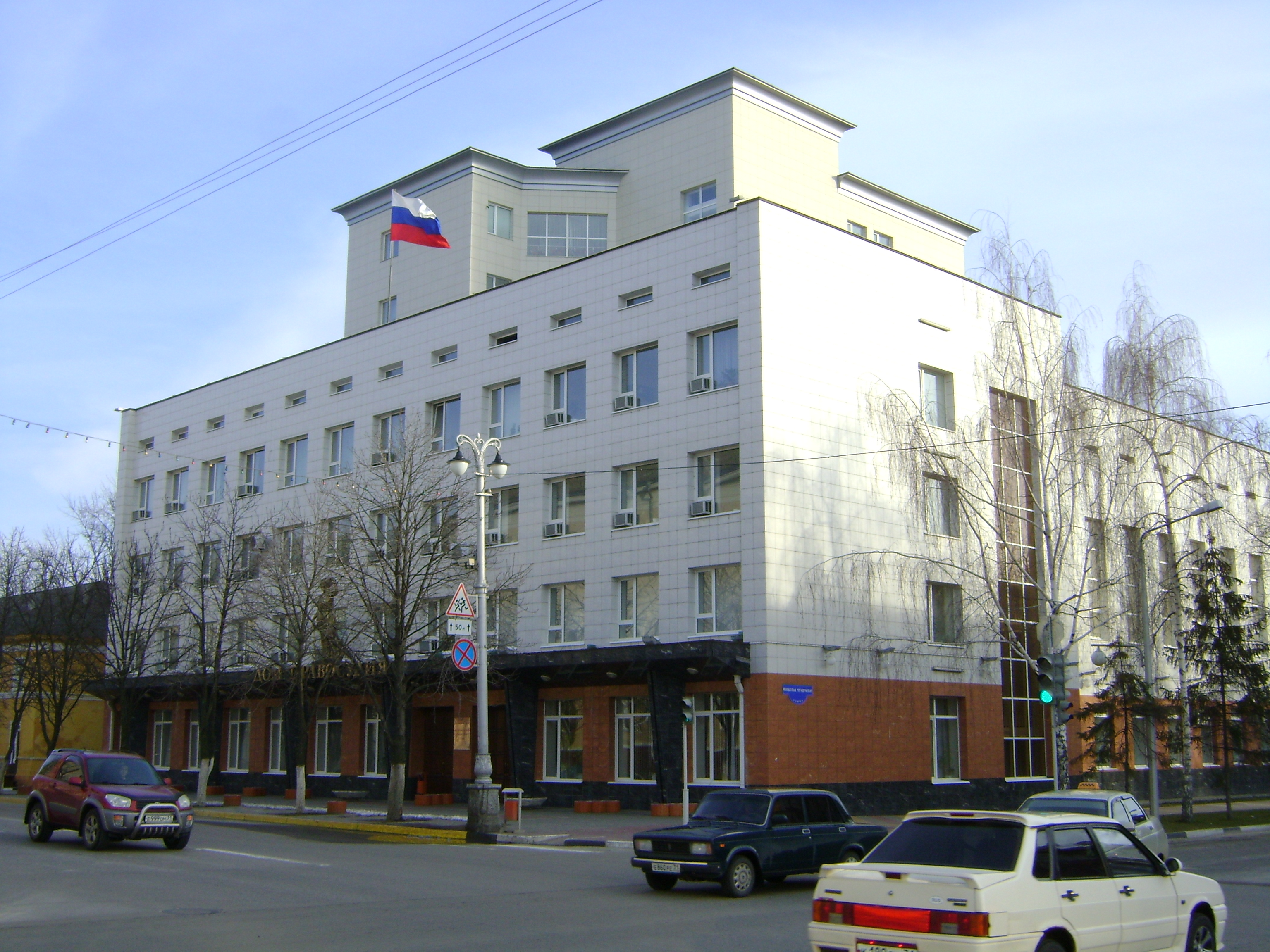
Будівля Бєлгородського обласного суду

Стосовно Помазуна було порушено чотири кримінальні справи: його звинувачували у скоєнні злочинів, передбачених пунктами «а, в, е, і, к» частини 2 статті 105 (« вбивство двох і більше осіб, малолітньої чи іншої особи, свідомо для винного, який перебуває в безпорадному стані, вчиненому загальнонебезпечним способом, з хуліганських спонукань, з метою приховати інший злочин або полегшити його скоєння»), частиною 1 статті 222 («незаконний обіг зброї та боєприпасів»), частиною 1 статті 226 («розкрадання зброї та боєприпасів», пунктом «б» частини 4 статті 226 («розкрадання зброї та боєприпасів із застосуванням насильства, небезпечного для життя та здоров'я») та статтею 317 («зазіхання на життя співробітника правоохоронного органу») Кримінального кодексу Російської Федерації. Справи за статтею 226 були об'єднані в одне провадження зі справою за статтею 105.
24 квітня Помазуна було доставлено до Свердловського районного суду Бєлгорода. Суд ухвалив залишити підозрюваного під вартою терміном на 1 місяць 29 діб. Співпрацювати зі слідством Помазун відмовився, пославшись на 51 статтю Конституції Російської Федерації.
25 квітня в лісі, в районі місця, де ховався злочинець, було знайдено схованку з викраденою з сейфу та магазину зброєю, а також одягом.
Психіатрам належало з'ясувати рівень осудності Помазуна. Було проведено близько 50 різноманітних експертиз. У результаті 7 червня 2013 року Слідчий комітет РФ повідомив, що амбулаторна психолого-психіатрична експертиза встановила осудність Сергія Помазуна . Слідчі склали свій психологічний портрет стрільця, в якому звернули увагу на його основні якості — «жорстокість, амбітність і небажання робити що-небудь для реалізації цих амбіцій».
Справу розслідували співробітники Слідчого комітету Російської Федерації на чолі зі старшим слідчим у особливо важливих справах при Голові Слідчого комітету Росії Ігорем Красновим. 21 червня 2013 року стало відомо, що розслідування кримінальної справи, проведене в найкоротші терміни, завершено та віддано для затвердження обвинувального висновку. 26 червня в Генеральній прокуратурі РФ оголосили про передачу справи до суду.
22 липня 2013 року у Бєлгородському обласному суді пройшло судове засідання у справі про стрілянину. Слідкувати за судом змогли всі охочі, для цього було виділено додаткову залу на 250 місць, де організували пряму трансляцію процесу. Перше засідання відвідали близько 50 мешканців міста. Журналістам Помазун заявив, що не приноситиме вибачення у родичів загиблих, оскільки не хоче перед ними принижуватися.
На другий день процесу, 23 липня, Помазун був вилучений із засідання через свою скандальну поведінку: він погрожував судді та присутнім, пообіцяв «влаштувати Чечню» і вигукнув фразу «злочинна група „таксопарк“».
На наступних судових засіданнях Помазун заявляв, що під час проходження служби в армії він входив до спеціального загону ГРУ і виконував спеціальні завдання під час Другої чеченської війни . За його словами, він брав участь там в акціях залякування, відрізаючи голови жінкам та дітям. При цьому обвинувачений не зміг пригадати ні імені командира, ані інших бійців. Незалежне підтвердження сказаному підсудним не знайшлося, батьки Помазуна також спростували цю інформацію.
Державне звинувачення вимагало для стрільця довічного позбавлення волі. Прокурор Дмитро Лазарєв, який виступав у ролі державного обвинувача на процесі, висловив думку, що в даному випадку слід було б призначити Помазуну смертну кару, але це неможливо, оскільки в Росії на неї накладено мораторій.

### Вирок
22 серпня 2013 року у Бєлгородському обласному суді розпочалося останнє засідання у справі про стрілянину. У процесі засідання Помазун усміхався і поводився невимушено. В останньому слові попросив у суду ув'язнювати його не довічно, а на 25 років у колонії «Чорний дельфін», якщо таке можливо. Засідання тривало кілька годин, а після була оголошена перерва до ранку 23 серпня.
Суд визнав Сергія Помазуна винним за всіма пунктами обвинувачення та засудив до довічного позбавлення волі в колонії особливого режиму. Вирок виносив суддя Бєлгородського суду Микола Кудінов. Також суд зобов'язав стрільця виплатити компенсацію потерпілим у розмірі трьох мільйонів рублів. Сам підсудний на вирок відреагував агресивно: почав матюкатися, погрожувати присутнім, пообіцяв видавити фотографу очі.
Адвокат стрільця Віктор Єрємєєв оскаржив рішення, вважаючи за необхідне провести щодо Помазуна стаціонарну судову психолого-психіатричну експертизу і стверджуючи, що в момент скоєння злочинів Помазун перебував у неосудному стані, а перше дослідження було проведено поверхово. Доводи адвоката спростували представник Генеральної прокуратури, а 20 листопада 2013 року судова колегія у кримінальних справах Верховного Суду Російської Федерації залишила звернення без задоволення.
28 січня 2014 року Помазун був етапований до виправної колонії особливого режиму № 18, відомої як «Полярна сова» .